# IC 4248
IC 4248 ist eine spiralförmige Zwerggalaxie vom Hubble-Typ Sb im Sternbild Hydra südlich der Ekliptik. Sie ist schätzungsweise 177 Millionen Lichtjahre von der Milchstraße entfernt und hat einen Durchmesser von etwa 60.000 Lichtjahren.

Im selben Himmelsareal befinden sich die Galaxien NGC 5135, NGC 5150, NGC 5152, NGC 5153.
Das Objekt wurde am 4. Mai 1904 von Royal Harwood Frost entdeckt.